# FIVB World Cup 2011 (damer)
FIVB World Cup 2011 utspelade sig mellan 4 och 18 november 2011 i Hiroshima, Nagano, Toyama, Sapporo, Okayama och Tokyo, Japan. Det var den 11:e upplagan av turneringen och 12 landslag deltog. Italien vann tävlingen för andra gången i rad och totalt. Tillsammans med tvåan USA och trean Kina kvalificerade de sig därigenom för OS 2012. Carolina Costagrande utsågs till mest värdefulla spelare.

## Deltagande lag
| Lag                     | Turnering                             | Deltog senast |
| ----------------------- | ------------------------------------- | ------------- |
| Algeriet                | 2:a Afrikanska mästerskapet 2011      | Debut         |
| Argentina               | Wild card                             | Japan 2003    |
| Brasilien               | 1:a Sydamerikanska mästerskapet 2011  | Japan 2007    |
| Kina                    | 1:a Asiatiska mästerskapet 2011       | Japan 2003    |
| Sydkorea                | 3:a Asiatiska mästerskapet 2011       | Japan 2007    |
| Tyskland                | 2:a Europamästerskapet 2011           | Japan 1991    |
| Japan                   | Värdland                              | Japan 2007    |
| Italien                 | Wild card                             | Japan 2007    |
| Kenya                   | 1:a Afrikanska mästerskapet 2011      | Japan 2007    |
| Dominikanska republiken | 2:a Nordamerikanska mästerskapet 2011 | Japan 2007    |
| Serbien                 | 1:a Europamästerskapet 2011           | Japan 2007    |
| USA                     | 1:a Nordamerikanska mästerskapet 2011 | Japan 2007    |

## Resultat

### Första omgången
| Grupp A | Grupp B                                                                                       |
| --- | --------------------------------------------------------------------------------------------- |
| Spelplats: Hiroshima (Hiroshima Sun Plaza) Algeriet · Argentina · Kina · Japan · Italien · Dominikanska republiken | Spelplats: Nagano (Nagano White Ring) Brasilien · Sydkorea · Tyskland · Kenya · Serbien · USA |

#### Grupp A
| Datum    | Mellan                              | Resultat | Set   | Set   | Set   | Set   | Set   | Poäng totalt | Speltid | Åskådare |
| Datum    | Mellan                              | Resultat | 1     | 2     | 3     | 4     | 5     | Poäng totalt | Speltid | Åskådare |
| -------- | ----------------------------------- | -------- | ----- | ----- | ----- | ----- | ----- | ------------ | ------- | -------- |
| 04-11-11 | Italien - Japan                     | 3 - 1    | 25:20 | 23:25 | 25:18 | 25:15 |       | 98 - 78      | 1h:54   | 4.000    |
| 04-11-11 | Kina - Algeriet                     | 3 - 0    | 25:13 | 25:14 | 25:19 |       |       | 75 - 46      | 1h:10   | 550      |
| 04-11-11 | Dominikanska republiken - Argentina | 1 - 3    | 25:18 | 17:25 | 18:25 | 22:25 |       | 82 - 93      | 1h:48   | 925      |
| 05-11-11 | Japan - Argentina                   | 3 - 0    | 25:19 | 25:11 | 25:20 |       |       | 75 - 50      | 1h:24   | 4.000    |
| 05-11-11 | Algeriet - Dominikanska republiken  | 0 - 3    | 7:25  | 15:25 | 20:25 |       |       | 42 - 75      | 1h:13   | 750      |
| 05-11-11 | Italien - Kina                      | 3 - 2    | 25:20 | 22:25 | 21:25 | 25:21 | 15:12 | 108 - 103    | 2h:00   | 2.500    |
| 06-11-11 | Kina - Japan                        | 3 - 2    | 20:25 | 25:19 | 20:25 | 25:23 | 15:13 | 105 - 105    | 2h:20   | 4.000    |
| 06-11-11 | Dominikanska republiken - Italien   | 0 - 3    | 26:28 | 13:25 | 12:25 |       |       | 51 - 78      | 1h:16   | 1.000    |
| 06-11-11 | Argentina - Algeriet                | 3 - 1    | 25:18 | 25:12 | 20:25 | 25:16 |       | 95 - 71      | 1h:37   | 2.400    |

#### Grupp B
| Datum    | Mellan               | Resultat | Set   | Set   | Set   | Set   | Set | Poäng totalt | Speltid | Åskådare |
| Datum    | Mellan               | Resultat | 1     | 2     | 3     | 4     | 5   | Poäng totalt | Speltid | Åskådare |
| -------- | -------------------- | -------- | ----- | ----- | ----- | ----- | --- | ------------ | ------- | -------- |
| 04-11-11 | Serbien - Sydkorea   | 3 - 0    | 27:25 | 25:22 | 25:22 |       |     | 77 - 69      | 1h:26   | 1.027    |
| 04-11-11 | USA - Brasilien      | 3 - 1    | 25:22 | 17:25 | 27:25 | 25:19 |     | 94 - 91      | 1h:55   | 1.857    |
| 04-11-11 | Kenya - Tyskland     | 0 - 3    | 19:25 | 14:25 | 8:25  |       |     | 41 - 75      | 1h:10   | 862      |
| 05-11-11 | Sydkorea - Tyskland  | 0 - 3    | 20:25 | 16:25 | 15:25 |       |     | 51 - 75      | 1h:17   | 1.292    |
| 05-11-11 | Brasilien - Kenya    | 3 - 0    | 25:15 | 25:16 | 25:9  |       |     | 75 - 40      | 1h:07   | 1.703    |
| 05-11-11 | Serbien - USA        | 0 - 3    | 16:25 | 25:27 | 20:25 |       |     | 61 - 77      | 1h:22   | 1.670    |
| 06-11-11 | USA - Sydkorea       | 3 - 0    | 25:10 | 25:12 | 25:13 |       |     | 75 - 35      | 1h:09   | 2.083    |
| 06-11-11 | Kenya - Serbien      | 1 - 3    | 25:19 | 22:25 | 11:25 | 11:25 |     | 69 - 94      | 1h:31   | 1.277    |
| 06-11-11 | Tyskland - Brasilien | 1 - 3    | 21:25 | 25:23 | 23:25 | 21:25 |     | 90 - 98      | 1h:58   | 2.262    |

### Andra omgången
| Grupp C | Grupp D                                                                                           |
| --- | ------------------------------------------------------------------------------------------------- |
| Spelplats: Hiroshima (Hiroshima Sun Plaza) Algeriet · Argentina · Kina · Japan · Italien · Dominikanska republiken | Spelplats: Toyama (Toyama City Gymnasium) Brasilien · Sydkorea · Tyskland · Kenya · Serbien · USA |

#### Grupp C
| Datum    | Mellan                          | Resultat | Set   | Set   | Set   | Set   | Set | Poäng totalt | Speltid | Åskådare |
| Datum    | Mellan                          | Resultat | 1     | 2     | 3     | 4     | 5   | Poäng totalt | Speltid | Åskådare |
| -------- | ------------------------------- | -------- | ----- | ----- | ----- | ----- | --- | ------------ | ------- | -------- |
| 08-11-11 | Japan - Algeriet                | 3 - 0    | 25:8  | 25:10 | 25:17 |       |     | 75 - 35      | 1h:17   | 4.000    |
| 08-11-11 | Italien - Argentina             | 3 - 0    | 25:19 | 25:10 | 25:19 |       |     | 75 - 48      | 1h:08   | 1.500    |
| 08-11-11 | Kina - Dominikanska republiken  | 3 - 1    | 23:25 | 25:13 | 25:19 | 25:18 |     | 98 - 75      | 1h:50   | 750      |
| 09-11-11 | Dominikanska republiken - Japan | 0 - 3    | 20:25 | 19:25 | 16:25 |       |     | 55 - 75      | 1h:29   | 4.000    |
| 09-11-11 | Argentina - Kina                | 0 - 3    | 10:25 | 18:25 | 23:25 |       |     | 51 - 75      | 1h:09   | 750      |
| 09-11-11 | Algeriet - Italien              | 0 - 3    | 14:25 | 14:25 | 15:25 |       |     | 43 - 75      | 1h:06   | 1.598    |

#### Grupp D
| Datum    | Mellan               | Resultat | Set   | Set   | Set   | Set   | Set   | Poäng totalt | Speltid | Åskådare |
| Datum    | Mellan               | Resultat | 1     | 2     | 3     | 4     | 5     | Poäng totalt | Speltid | Åskådare |
| -------- | -------------------- | -------- | ----- | ----- | ----- | ----- | ----- | ------------ | ------- | -------- |
| 08-11-11 | Sydkorea - Brasilien | 2 - 3    | 25:22 | 18:25 | 25:18 | 13:25 | 8:15  | 89 - 105     | 2h:06   | 2.650    |
| 08-11-11 | Serbien - Tyskland   | 2 - 3    | 22:25 | 26:24 | 23:25 | 25:23 | 11:15 | 107 - 112    | 2h:18   | 1.200    |
| 08-11-11 | USA - Kenya          | 3 - 0    | 25:16 | 25:13 | 25:21 |       |       | 75 - 50      | 1h:11   | 1.200    |
| 09-11-11 | Kenya - Sydkorea     | 0 - 3    | 21:25 | 15:25 | 14:25 |       |       | 50 - 75      | 1h:12   | 4.050    |
| 09-11-11 | Tyskland - USA       | 3 - 0    | 32:30 | 25:19 | 26:24 |       |       | 83 - 73      | 1h:38   | 2.500    |
| 09-11-11 | Brasilien - Serbien  | 3 - 2    | 21:25 | 21:25 | 25:18 | 25:19 | 15:12 | 107 - 99     | 2h:07   | 4.000    |

### Tredje omgången
| Grupp E | Grupp F |
| --- | --- |
| Spelplats: Sapporo (Hokkaido Prefectural Sports Center) Brasilien · Kina · Sydkorea · Japan · Italien · Serbien | Spelplats: Okayama (Okayama Prefectural Gymnasium) Algeriet · Argentina · Tyskland · Kenya · Dominikanska republiken · USA |

#### Grupp E
| Datum    | Mellan              | Resultat | Set   | Set   | Set   | Set   | Set   | Poäng totalt | Speltid | Åskådare |
| Datum    | Mellan              | Resultat | 1     | 2     | 3     | 4     | 5     | Poäng totalt | Speltid | Åskådare |
| -------- | ------------------- | -------- | ----- | ----- | ----- | ----- | ----- | ------------ | ------- | -------- |
| 11-11-11 | Japan - Serbien     | 0 - 3    | 22:25 | 20:25 | 21:25 |       |       | 63 - 75      | 1h:27   | 7.500    |
| 11-11-11 | Italien - Sydkorea  | 3 - 0    | 25:15 | 25:12 | 25:17 |       |       | 75 - 44      | 1h:07   | 700      |
| 11-11-11 | Kina - Brasilien    | 2 - 3    | 23:25 | 27:25 | 25:21 | 20:25 | 15:17 | 110 - 113    | 2h:16   | 3.000    |
| 12-11-11 | Japan - Sydkorea    | 3 - 0    | 25:21 | 25:18 | 25:17 |       |       | 75 - 56      | 1h:33   | 8.000    |
| 12-11-11 | Italien - Brasilien | 3 - 0    | 25:23 | 25:16 | 25:22 |       |       | 75 - 61      | 1h:21   | 2.400    |
| 12-11-11 | Kina - Serbien      | 3 - 1    | 21:25 | 25:19 | 25:23 | 25:23 |       | 96 - 90      | 1h:46   | 4.500    |
| 13-11-11 | Japan - Brasilien   | 3 - 0    | 26:24 | 25:19 | 25:23 |       |       | 76 - 66      | 1h:38   | 8.000    |
| 13-11-11 | Italien - Serbien   | 3 - 0    | 29:27 | 25:19 | 25:20 |       |       | 79 - 66      | 1h:20   | 3.500    |
| 13-11-11 | Kina - Sydkorea     | 3 - 0    | 25:12 | 25:8  | 25:16 |       |       | 75 - 36      | 1h:10   | 6.500    |

#### Grupp F
| Datum    | Mellan                             | Resultat | Set   | Set   | Set   | Set   | Set   | Poäng totalt | Speltid | Åskådare |
| Datum    | Mellan                             | Resultat | 1     | 2     | 3     | 4     | 5     | Poäng totalt | Speltid | Åskådare |
| -------- | ---------------------------------- | -------- | ----- | ----- | ----- | ----- | ----- | ------------ | ------- | -------- |
| 11-11-11 | Dominikanska republiken - Kenya    | 3 - 1    | 25:18 | 25:14 | 26:28 | 25:19 |       | 101 - 79     | 1h:48   | 610      |
| 11-11-11 | Algeriet - Tyskland                | 0 - 3    | 10:25 | 8:25  | 19:25 |       |       | 37 - 75      | 1h:09   | 760      |
| 11-11-11 | Argentina - USA                    | 0 - 3    | 12:25 | 15:25 | 19:25 |       |       | 46 - 75      | 1h:11   | 2.600    |
| 12-11-11 | Dominikanska republiken - Tyskland | 3 - 2    | 30:28 | 22:25 | 25:14 | 18:25 | 15:12 | 110 - 104    | 2h:22   | 700      |
| 12-11-11 | Algeriet - USA                     | 0 - 3    | 12:25 | 12:25 | 9:25  |       |       | 33 - 75      | 1h:07   | 1.100    |
| 12-11-11 | Argentina - Kenya                  | 3 - 0    | 26:24 | 25:13 | 25:16 |       |       | 76 - 53      | 1h:14   | 1.000    |
| 13-11-11 | Dominikanska republiken - USA      | 0 - 3    | 21:25 | 19:25 | 14:25 |       |       | 75 - 54      | 1h:18   | 1.100    |
| 13-11-11 | Algeriet - Kenya                   | 3 - 1    | 19:25 | 25:20 | 25:16 | 25:23 |       | 94 - 84      | 1h:48   | 1.000    |
| 13-11-11 | Argentina - Tyskland               | 0 - 3    | 22:25 | 17:25 | 18:25 |       |       | 57 - 75      | 1h:19   | 850      |

### Fjärde omgången
| Grupp G                                                                                    | Grupp H |
| ------------------------------------------------------------------------------------------ | --- |
| Spelplats: Tokyo (Yoyogi National Stadium) Kina · Tyskland · Japan · Italien · Kenya · USA | Spelplats: Tokyo (Tokyo Metropolitan Gymnasium) Algeriet · Argentina · Brasilien · Sydkorea · Dominikanska republiken · Serbien |

#### Grupp G
| Datum    | Mellan             | Resultat | Set   | Set   | Set   | Set   | Set   | Poäng totalt | Speltid | Åskådare |
| Datum    | Mellan             | Resultat | 1     | 2     | 3     | 4     | 5     | Poäng totalt | Speltid | Åskådare |
| -------- | ------------------ | -------- | ----- | ----- | ----- | ----- | ----- | ------------ | ------- | -------- |
| 16-11-11 | Japan - Kenya      | 3 - 0    | 25:11 | 25:10 | 25:9  |       |       | 75 - 30      | 1h:10   | 8.000    |
| 16-11-11 | Italien - Tyskland | 3 - 2    | 22:25 | 22:25 | 25:21 | 25:13 | 15:13 | 109 - 97     | 2h:10   | 3.000    |
| 16-11-11 | Kina - USA         | 2 - 3    | 21:25 | 29:31 | 25:18 | 25:19 | 10:15 | 110 - 108    | 2h:10   | 1.500    |
| 17-11-11 | Japan - Tyskland   | 3 - 2    | 25:20 | 23:25 | 25:27 | 25:17 | 15:12 | 113 - 101    | 2h:28   | 10.000   |
| 17-11-11 | Italien - USA      | 1 - 3    | 23:25 | 15:25 | 25:22 | 21:25 |       | 84 - 97      | 1h:45   | 4.500    |
| 17-11-11 | Kina - Kenya       | 3 - 0    | 25:7  | 25:15 | 25:10 |       |       | 75 - 32      | 0h:59   | 1.100    |
| 18-11-11 | Japan - USA        | 3 - 0    | 29:27 | 25:23 | 25:18 |       |       | 79 - 68      | 1h:40   | 12.000   |
| 18-11-11 | Italien - Kenya    | 3 - 0    | 25:6  | 25:10 | 25:17 |       |       | 75 - 33      | 1h:00   | 800      |
| 18-11-11 | Kina - Tyskland    | 3 - 0    | 25:18 | 25:18 | 25:21 |       |       | 75 - 57      | 1h:18   | 3.500    |

#### Grupp H
| Datum    | Mellan                              | Resultat | Set   | Set   | Set   | Set   | Set   | Poäng totalt | Speltid | Åskådare |
| Datum    | Mellan                              | Resultat | 1     | 2     | 3     | 4     | 5     | Poäng totalt | Speltid | Åskådare |
| -------- | ----------------------------------- | -------- | ----- | ----- | ----- | ----- | ----- | ------------ | ------- | -------- |
| 16-11-11 | Dominikanska republiken - Serbien   | 3 - 2    | 14:25 | 19:25 | 25:23 | 25:22 | 15:12 | 98 - 107     | 1h:59   | 700      |
| 16-11-11 | Algeriet - Sydkorea                 | 0 - 3    | 17:25 | 21:25 | 15:25 |       |       | 53 - 75      | 1h:12   | 850      |
| 16-11-11 | Argentina - Brasilien               | 0 - 3    | 20:25 | 19:25 | 9:25  |       |       | 48 - 75      | 1h:15   | 1.000    |
| 17-11-11 | Dominikanska republiken - Sydkorea  | 3 - 2    | 25:19 | 25:17 | 26:28 | 21:25 | 15:12 | 112 - 101    | 2h:13   | 750      |
| 17-11-11 | Algeriet - Brasilien                | 0 - 3    | 18:25 | 8:25  | 13:25 |       |       | 39 - 75      | 1h:05   | 850      |
| 17-11-11 | Argentina - Serbien                 | 0 - 3    | 15:25 | 18:25 | 23-25 |       |       | 56 - 75      | 1h:11   | 950      |
| 18-11-11 | Dominikanska republiken - Brasilien | 0 - 3    | 21:25 | 10:25 | 17:25 |       |       | 48 - 75      | 1h:18   | 900      |
| 18-11-11 | Algeriet - Serbien                  | 0 - 3    | 19:25 | 14:25 | 18:25 |       |       | 51 - 75      | 1h:08   | 750      |
| 18-11-11 | Argentina - Sydkorea                | 0 - 3    | 17:25 | 26:28 | 23:25 |       |       | 66 - 78      | 1h:23   | 1.050    |

### Sluttabell
| Pos | Landslag                | Poäng | Matcher | Matcher | Matcher   | Set   | Set       | Kvot  | Poäng | Poäng     | Kvot  |
| Pos | Landslag                | Poäng | Spelade | Vunna   | Förlorade | Vunna | Förlorade | Kvot  | Vunna | Förlorade | Kvot  |
| --- | ----------------------- | ----- | ------- | ------- | --------- | ----- | --------- | ----- | ----- | --------- | ----- |
| 1   | Italien                 | 28    | 11      | 10      | 1         | 31    | 8         | 3.875 | 931   | 721       | 1.291 |
| 2   | USA                     | 26    | 11      | 9       | 2         | 27    | 10        | 2.700 | 892   | 726       | 1.228 |
| 3   | Kina                    | 26    | 11      | 8       | 3         | 30    | 13        | 2.308 | 997   | 821       | 1.214 |
| 4   | Japan                   | 24    | 11      | 8       | 3         | 27    | 11        | 2.454 | 889   | 739       | 1.202 |
| 5   | Brasilien               | 21    | 11      | 8       | 3         | 25    | 16        | 1.563 | 941   | 808       | 1.165 |
| 6   | Tyskland                | 20    | 11      | 6       | 5         | 25    | 17        | 1.471 | 944   | 871       | 1.084 |
| 7   | Serbien                 | 18    | 11      | 5       | 6         | 22    | 19        | 1.158 | 926   | 877       | 1.056 |
| 8   | Dominikanska republiken | 12    | 11      | 5       | 6         | 17    | 25        | 0.680 | 861   | 927       | 0.929 |
| 9   | Sydkorea                | 11    | 11      | 3       | 8         | 13    | 24        | 0.542 | 709   | 838       | 0.846 |
| 10  | Argentina               | 9     | 11      | 3       | 8         | 9     | 26        | 0.346 | 686   | 809       | 0.848 |
| 11  | Algeriet                | 3     | 11      | 1       | 10        | 4     | 31        | 0.129 | 544   | 854       | 0.637 |
| 12  | Kenya                   | 0     | 11      | 0       | 11        | 3     | 33        | 0.091 | 561   | 890       | 0.630 |

## Slutplaceringar
| Sluttabell | Lag                     | Kvalificerad för |
| ---------- | ----------------------- | ---------------- |
|            | Italien                 | OS 2012          |
|            | USA                     | OS 2012          |
|            | Kina                    | OS 2012          |
| 4          | Japan                   |                  |
| 5          | Brasilien               |                  |
| 6          | Tyskland                |                  |
| 7          | Serbien                 |                  |
| 8          | Dominikanska republiken |                  |
| 9          | Sydkorea                |                  |
| 10         | Argentina               |                  |
| 11         | Algeriet                |                  |
| 12         | Kenya                   |                  |

## Individuella utmärkelser
| Utmärkelse              | Namn                 | Lag                     |
| ----------------------- | -------------------- | ----------------------- |
| Mest värdefulla spelare | Carolina Costagrande | Italien                 |
| Bästa poängvinnare      | Bethania de la Cruz  | Dominikanska republiken |
| Bästa anfallare         | Destinee Hooker      | USA                     |
| Bästa blockare          | Christiane Fürst     | Tyskland                |
| Bästa servare           | Bethania de la Cruz  | Dominikanska republiken |
| Bästa passare           | Yoshie Takeshita     | Japan                   |
| Bästa mottagare         | Fabiana de Oliveira  | Brasilien               |
| Bästa libero            | Nam Jie-youn         | Sydkorea                |